# 23e régiment de zouaves
Pour les articles homonymes, voir 23e régiment.
 (décembre 2023).
Si vous disposez d'ouvrages ou d'articles de référence ou si vous connaissez des sites web de qualité traitant du thème abordé ici, merci de compléter l'article en donnant les références utiles à sa vérifiabilité et en les liant à la section « Notes et références ».
Le 23ᵉ Régiment de Zouaves est un régiment de zouaves de l'armée française. Il est créé le  en Constantine avec pour devise Faire Face. Sous le commandement du Commandant De La Bigne de Villeneuve.

## Histoire
Le 23ᵉ Régiment de Zouaves est créé en octobre 1939 avec pour devise Faire Face.
En octobre 1939, le régiment a effectué une marche à Repas à Fontaine Romaine, puis s'est rendu à Djemila et aux Gorges de Kerrata/Djidjelli en décembre 1939. Ensuite, il s'est dirigé vers Constantine, plus spécifiquement au Pont de Sidi-Rached. En février 1940, le régiment a effectué une manœuvre à Aïn Tebinet, puis a entrepris des marches en février et mars, incluant la traversée du Bou Sellam, El-Anasser et El-Ouricia. En mars 1940, il a participé à la manœuvre de Fermaton 1048 mètres. En avril 1940, il s'est rendu à Biskra.
Le 3ᵉ Régiment de Zouaves est dissous en juin 1940.

## Drapeau
Son drapeau ne porte aucune inscriptions.